# وانگ هوی (کشتی‌گیر)
وانگ هوی (انگلیسی: Wang Hui؛ زادهٔ ۲۸ نوامبر ۱۹۷۶) کشتی‌گیر اهل چین بود. وی در بازی‌های المپیک تابستانی ۲۰۰۰ شرکت کرده‌است.